# Unit Trust
Der Unit Trust ist eine Form des kollektiven Investments auf Basis eines Treuhandverhältnisses (englisch trust deed). Im Unit-Trust-Statut (siehe auch Fondsprospekt) sind die wichtigsten Regeln festgelegt.
Unit Trusts werden in Großbritannien, der Isle of Man, Jersey, Irland, Südafrika, Singapur, Australien und Neuseeland als Alternative zu Investmentgesellschaft (Fondsgesellschaft) und Vertrags-Fonds (Miteigentum) aufgelegt. Unit Trusts sind offene Kapitalanlagen. Jeder solche Fonds hat Vorgaben zu Investitionsbreite und -tiefe, die dem Fondsmanagement das Anlageziel und die Grenzen vorgeben.

## Geschichte
Der erste Investmenttrust (Investmentgesellschaft) wurde in Großbritannien als fixed trust unter der Bezeichnung The Foreign and Colonial Government Trust aufgelegt und wurde am 20. März 1868 in der Times der Öffentlichkeit vorgestellt. Im Zeitraum von 1870 bis 1930 wurden mehr als zweihundert Investmenttrusts in Großbritannien aufgelegt. Der Großteil dieser Trusts war in der Rechtsform einer Aktiengesellschaft (Limited Liability Company) organisiert.
Der erste Unit Trust Großbritanniens wurde, basierend auf US-amerikanischen Vorlagen, im Jahr 1931 von M&G aufgelegt (nach der Idee von Ian Fairbairn). Grund für die Schaffung des ersten Unit Trust war, dass sich während des Börsenkrachs von 1929 gezeigt hat, dass die offenen Investmentfonds in den USA diese Krise relativ stabil überstanden haben. Dies sollte mit der Schaffung eines Unit Trust zu Gunsten und Schutz der Anleger in Großbritannien nachvollzogen werden.
Dieser erste britische Unit Trust wurde als The First British Fixed Trust aufgelegt. Das Fondsvermögen wurde in die Aktien von 24 führenden Unternehmen investiert. Diese Investition wurde für 20 Jahre garantiert und nicht geändert – daher die Bezeichnung „fixed trust“. Es handelte sich damit um einen passiv gemanagten Fonds.
Der First British Fixed Trust wurde als M&G General Trust wieder aufgelegt und später in Blue Chip Fund umbenannt.
Der erste aktiv verwaltete Unit Trust wurde 1934 als The Foreign Government Bond Trust aufgelegt.
Bis 1939 gab es rund 100 Trusts in Großbritannien. Diese verwalteten rund 80 Millionen £.

## Gesetzliche Regulierungen
Bereits im Dezember 1935 wurde von der London Stock Exchange ein Bericht über (fixed) Unit Trusts publiziert und die gesetzliche Regulierung zum Schutz der Anleger empfohlen. Die London Stock Exchange sah sich selbst nicht in der Lage, diesen Schutz zu gewährleisten. 1939 wurde die erste diesbezügliche gesetzliche Regelung in Großbritannien erlassen, die Prevention of Fraud (Investments) Bill.+
In der EU sind inzwischen alle nationalen gesetzlichen Regelungen über das Investment und die Verwaltung von Fonds weitgehend an die OGAW-Richtlinie und die Finanzmarktrichtlinie sowie internationale Standards angepasst.

## Fondsorganisation
In der Fondsorganisation sind verschiedene Rollen wichtig. Der Fondsmanager arbeitet daran, für den Fonds Gewinne zu erzielen. Seine Hauptaufgabe ist die Auswahl und das Verwalten der Investments im Fonds. Die Fondsverwaltung (im Unit Trust der Treuhänder, englisch trustee) hingegen gewährleistet und kontrolliert, dass der Fondsmanager sich an die Anlageziele des Fonds hält und sichert das Fondsvermögen. Die Fondsverwaltung des Unit Trust ist in der Regel der rechtliche Eigentümer des Fondsvermögens; die Anteilinhaber sind Begünstigte (anteilig gemäß ihrer Investitionen) ohne explizites Miteigentum an den Vermögenswerten des Unit Trusts. Den Zugang zum Unit Trust für die Anteilinhaber ermöglichen die Fondshändler, z. B. Banken. Die Registrare werden in der Regel vom Fondsmanager engagiert und agieren üblicherweise als Mittler zwischen den verschiedenen Fondsmanagern und anderen Interessensgruppen sowie den Behörden.

## Zugang zum Fonds
Unit Trusts sind während des Bestehens des Fonds für neue Anteilsinhaber offen. Der Fonds ist in Anteile aufgeteilt, die in direktem Verhältnis zur Veränderung des Wertes des Fonds stehen. Wird dem Fonds Vermögen zugeführt, werden neue Anteile ausgegeben. Werden Anteile zurückgenommen, reduziert sich die Anzahl der Anteile im Fonds entsprechend. Nach diesem System spiegelt die Anzahl der Anteile immer das Vermögen des Fonds wider. Der Handel mit Anteilen von Unit Trusts selbst erfolgt in der Regel ohne Kommissionen.

## Anteilshandel
Anteile an Unit Trusts können direkt beim Fondsmanagement oder über Händler (zum Beispiel Banken) gekauft werden. Der Fondsmanager macht seinen Gewinn aus der Differenz zwischen aktuellem Verkaufs- und Ankaufkurs (Geld und Brief) von Anteilen, also der Geld-Brief-Spanne. Diese Spanne ist abhängig von der Art der Vermögenswerte, in die der Fonds investiert ist und deren Marktentwicklung (in der Regel: je besser die Marktentwicklung des Fonds, desto größer die Nachfrage nach den Fondsanteilen). Das Unit-Trust-Statut gibt oft dem Fondsmanager zudem das Recht, die Geld-Brief-Spanne marktbedingt zu beeinflussen. Dadurch kann der Fondsmanager unter anderem die Liquidität des Fonds steuern.
Bei der Preisbildung für die Fondsanteile sind folgende vier Faktoren wesentlich:
- Wertentwicklung des investierten Vermögens
- Anzahl der ausgegebenen bzw. zur Ausgabe genehmigten Fondsanteile
- Steuern und Abgaben
- Verbindliche Vorgaben über die Gestaltung und die Höhe des Ausgabepreises.

## Nettovermögenswert
Ein Anteil wird ausgegeben, wenn Geld in den Fonds investiert wird und zurückgenommen, wenn der Anteil zurückgekauft wird.
Vom Erstausgabepreis (englisch creation price) wie auch dem vorab festgelegten verbindlichen Rücknahmepreis bei Fondsauflösung (englisch cancellation price oder redemption price) eines Anteils weichen die aktuellen Verkaufs- und Ankaufkurse je nach Markt- und Fondsentwicklung ab.
Vorbehaltlich regulatorischer und statutarischer Vorschriften dürfen sich diese Preise mehr oder weniger unterscheiden und beziehen sich auf den aktuellen Marktwert des Fondsvermögens auf den Tag der Investition bezogen. Die Gewinne aus dem Kauf und Verkauf von Anteilen zum aktuellen Tagespreis werden als box profits bezeichnet.

## Vergleich mit der Investmentgesellschaft
In Großbritannien wurden in den letzten Jahren viele Unit Trusts von ihren Fondsmanagern in Investmentgesellschaften (zum Beispiel SICAV, AG mit variablem Kapital oder SE) konvertiert. Gründe hierfür sind die größere Transparenz hinsichtlich des Anteilswertes und der Gebühren sowie bessere Vertriebsmöglichkeiten. Weitgehend sind die Unit Trusts mittlerweile von den Investmentgesellschaften abgelöst.
Investmentgesellschaften haben in der Regel jeweils nur einen Kauf- und Verkaufspreis. Investmentgesellschaften sind weltweit anerkannt und verbreitet und die Berechnung des Kauf- und Verkaufspreis anhand des Substanzwertes (NAV) erfolgt nach standardisierten Regeln.